# Коконопряд лунчатый
Лунчатый коконопряд (Cosmotriche lobulina) — ночная бабочка семейства коконопрядов. Может повреждать хвойные деревья.

## Описание
Размах крыльев составляет от 32—38 мм у самцов до 38—46 мм у самок.

## Распространение
Вид распространён в Евразии, от западной Европы до восточной Азии, по всей территории России.

## Биология
Гусеницы питаются на Pinus, Picea и Abies.

## Подвиды
- Cosmotriche lobulina lobulina
- Cosmotriche lobulina burmanni (Daniel, 1952)
- Cosmotriche lobulina junia Saarenmaa, 1982
- Cosmotriche lobulina pinivora (Matsumura, 1927)